# Piptochaetium napostaense
Piptochaetium napostaense là một loài thực vật có hoa trong họ Hòa thảo. Loài này được (Speg.) Hack. ex Stuck. miêu tả khoa học đầu tiên năm 1906.